# Medellín (Hiszpania)
Medellín – gmina w Hiszpanii, w prowincji Badajoz, w Estramadurze, o powierzchni 64,96 km². W 2011 roku gmina liczyła 2349 mieszkańców.